# SUT魚雷
SUT魚雷是1960年代由西德阿特拉斯電子公司以外銷導向而開發的一款供潛艦使用，採用線導及電力驅動的重型魚雷。

## 簡介
西德海軍在1950年代恢復潛艦部隊後，最初是配備美國製Mk 37型魚雷，西德海軍當時的主要角色是在北海及波羅的海防守，但是Mk37的尋標器在波羅的海的淺水環境效果不好，西德雖然對美製魚雷的尋標器進行改良，但整體性能無法滿意。在1958年，阿特拉斯電子公司開始開發下一代潛艦用魚雷。搭配在第二次世界大戰以後逐漸成熟的電子射控計算機，成為導引魚雷的重要開發項目。
在1960年代，西德開發出第一款線導電動魚雷：DM2A1海豹。此型魚雷不但以淺海作戰作為研發重點，連接魚雷的銅線可傳輸潛艦戰鬥系統所發出的訊號進行航向調整，讓魚雷可以對水面與水下目標進行攻擊，即便導線斷裂，也可以使用魚雷自備的主動聲納搜索目標。此外，DM2A1是率先採用銀鋅電池作為電動魚雷推力能量來源，銀鋅電池可儲存比鉛酸蓄電池更高密度的能量，使得電動魚雷的馬達輸出更強的動力，這讓DM2A1魚雷的極速跨入35節，在當時屬劃時代的開發。
西德從1968年開始外銷線導魚雷，第一款釋出的魚雷稱為SST魚雷，它同樣是採用銀鋅電池的電動魚雷，但只有對水面目標的攻擊能力，隨著線導魚雷逐漸普及，德國釋出的技術也鬆綁為可對水面與水下目標攻擊的重型魚雷，此即為SUT。SUT魚雷為SST-4魚雷的改良版，英文字義為水面（Surface）與水下（Underwater）目標（Target），它的推進段與彈頭段與SST-4魚雷相同，但是在尋標器段運用較先進的硬體，並增設磁氣引信，因此具備與DM2A1同樣的對水面與水下攻擊能力。
SUT魚雷分為兩種子型號：SUT 226、SUT 264，兩型號使用相同的彈頭與推進段，僅有導引段有修改。目前仍服役的SUT均已採SUT 264標準升級。
SUT魚雷一般是搭配209型潛艇外銷，因此在冷戰中是西方國家頗為普及的線導魚雷，但售價較SST魚雷高。印尼海軍在1970年代後期購買兩艘209型潛艇，西德在1980年代與印尼達成協議，授權印尼航太公司組裝SUT魚雷，印尼海軍不但計劃將授權生產的SUT魚雷用於209型潛艇，也打算裝備在當時計劃引入的FPB-57級快速攻擊艇上，作為反艦及反潛武器使用。中華民國從荷蘭購得兩艘劍龍級潛艦後，由於荷蘭方面無法供應魚雷，便輾轉從印尼購買SUT魚雷，數量至少100枚，部份國外軍事期刊估計實際購入數量為200枚，由於印尼在1986年才取得授權，所以台灣從印尼取得的兩批SUT魚雷中，最少第一批有部分是西德原廠生產。台灣缺乏原廠提供零部件及技術支持，只能自力維護，而且SUT魚雷在2000年代以後已顯得老舊，所以在2020年向美國購買Mk 48型魚雷替換。

## 使用國家
- 哥伦比亚
- 智利
- 埃及
- 希腊
- 印度
- 印度尼西亞
- 秘魯
- 中華民國：海軍稱為獵鯨一型重型魚雷。[5]

## 外部連結
- Torpedoes of Germany Post-World War II（页面存档备份，存于）
- Conociendo el torpedo SUT 264‏（页面存档备份，存于）